# 类侠盗猎车手游戏
类侠盗猎车手游戏（又称侠盗猎车手翻版游戏）是开放世界动作冒险电子游戏的子流派，其特点是无论是游戏系统还是整体设计，都与《侠盗猎车手》系列有相似之处。在这些类型的开放世界游戏中，玩家在开放的世界设定中漫游时，可以找到并使用种类繁多的载具和武器。这类游戏的目标是完成涉及驾驶和涉及的主线人物场景，但经常有支线任务和小游戏加入，从而提升重玩价值。这种子流派的游戏剧情通常具有较强的暴力犯罪主题。
流派于二十世纪八九十年代源自风靡欧洲的开放世界动作冒险游戏。《侠盗猎车手》（1997）的发布标志着开放式游戏设计在北美的重大商业成功，提供了更加迎合市场的犯罪主题。但2001年3D续集《侠盗猎车手III》的流行，导致子流派更具体的游戏系统公约传播得更广泛。流派目前包括出自全球各大开发商的众多游戏，玩家可以操作种类繁多的载具和武器。這類遊戲的环境细节和逼真程度都隨著發展逐漸提升。
由于流派英文名称中的“clone”（克隆）有贬义，评论家为此想出了其他名字，例如“沙盒游戏”。然而该名字被众多与《侠盗猎车手》系列没有共同特色的游戏使用。

## 定义
类侠盗猎车手游戏指采用2001年作品《侠盗猎车手III》所普及流派的电子游戏，游戏中玩家被授予在探索开放世界时驾驶任何载具或使用任何武器的能力。这些游戏有时被看作是三维动作冒险游戏或第三人称射击游戏。它们经常以着力描绘暴力犯罪主题而著称，除了复制其游戏系统和机构，但评级为T的《荒废之地》。
有时称一部游戏为“侠盗猎车手翻版游戏”会被认为是不公平或是有侮辱性的，这是因为评论家有时会用“翻版”一词指经常在电子游戏产业中发生的是单纯模仿，其设计的唯一目的是充分利用《侠盗猎车手》的成功效应。然而这个词也可以用作对某部游戏的中立性描述，其性质可褒可贬。评论家使用“类侠盗猎车手游戏”来描述依靠自身优势的游戏，而不必一竹篙打死一船人。
这种类型的游戏有时被定义为更广泛的术语“开放世界动作游戏”或“沙盒游戏”。然而，众多早于《侠盗猎车手III》的游戏，如1986年的《银河战士》也被称为开放世界游戏。有冲突的是，像《侠盗猎车手III》和《人体收割机》都在十年后被誉为流派的开山鼻祖。此外，评论家指出流派不包括每一款带自由探索世界的游戏，这种流派更加具体，因此《蜘蛛侠2》和《无敌绿巨人：终极毁灭》可排除在外。由于术语没有一致的定义，有时一些有着开放关卡设置的游戏也包括在内，而在踏入二十一世纪后的其他时代的作品则专注于这个指定流派。
没有确定的分类来描述《侠盗猎车手》所普及的流派，评论家们为流派创造出各种名称。有些评论家着重于流派普遍的犯罪题材和内容，使用诸如“犯罪游戏”、“基于犯罪的动作游戏”等术语，CNN则称之为“黑帮流派”。其他记者则强调游戏玩法，称流派为“自由漫游的动作冒险游戏”、“驾驶和射击游戏”和“驾驶射击混合游戏”。

## 游戏设计
流派游戏赋予玩家偷取并驾驶一系列载具的能力。游戏所包含的载具包括车子、直升机、船艇、水上摩托车、固定翼飞机和军用车辆。评论家会根据这些游戏所提供的载具数量进行比较，选择越多，评分越高。玩家还可以把载具当作武器，既可以碾死敌人，也可以把车子搞到爆炸。有些游戏还允许载具表演特技。流派游戏因此加入交通工具模拟游戏元素。有些游戏甚至允许玩家自定义自己的载具。
玩家可以利用由游戏环境所决定的各种武器参加战斗，如攻击性武器、狙击步枪、炸药、火箭弹发射器和近战武器。因此，有评论员指出这种风格的游戏部分类似于第三人称射击游戏。玩家可以在整个游戏世界中搜寻散落的武器，亦可光顾武器店，或从死亡敌人的身上撿获。事实上游戏世界中的每个角色都可能攻击玩家。在许多游戏中，过分的暴力行为会招惹警察，玩家可以选择战斗或逃跑。要想打胜仗，玩家还要注意健康值和弹药数。
游戏均采用各种瞄准机制，如自动视野瞄准或“锁定”钮。有些游戏因枪战时的控制困难或繁琐而遭到批评，因此开发者试图改进这些游戏中的瞄准和射击控制。
流派允许玩家自由探索游戏世界，其规模通常是一座城市那么大。有些游戏的关卡设置立足于伦敦、纽约和洛杉矶等现实世界城市 。玩家徒步或开车时一般可以用导航。有些游戏还更加强调跳跃、攀爬甚至游泳。探索世界不只是要完成目标，还要寻找有价值的物品、武器和车辆。游戏世界中的不同地区可能由不同的派系掌控，他们会尝试用尽各种手段阻挠玩家。然而，近期的游戏允许玩家获得自己的地盘。在庞大的游戏世界中游览的自由性，可能会让新手玩家感到无所适从或困扰，开发者们对此想出各种导航设备，但共同点是有小地图，《黑道圣徒》和《侠盗猎车手IV》更是提供了GPS设备。如果没有这些导航工具，游戏有时会被批混乱。
玩家的自由探索可能会受限，直至完成特定目标，推动游戏情节发展。玩家必须探访特定地点完成特定任务才能赢得游戏，如赛车、拖车、送快递、劫财、盗窃、射击、暗杀或开车到特定检查点。完成这些任务的方式多种多样，游戏环境设计出方便快捷、实验性和创造性的方式来歼灭敌人。完成主线任务将解锁更多任务，并推动情节发展，如果玩家任务失败，它们将把游戏恢复到任务开始前。另外，这些游戏通常提供支线任务让玩家获得其他奖励，这些任务提升了游戏的重玩價值。这些游戏也因在游戏世界中整合众多小游戏而著称 ，如跑圈。总的来说，给玩家遵循或忽视游戏剧情的选择是合适的。

## 历史
开放世界三维动作冒险游戏在苏格兰开发商DMA Design发布相似游戏前已存在数年。《雇佣兵》因设有开放世界供玩家自由探索，被认为是《侠盗猎车手》系列的开山鼻祖。1990年发布的游戏《终结者》是一款自由形式开放世界游戏，把它的动作设置在绵延数英里长的现代城市中，包括朝平民开火和偷车的技能，是首款由美国开发的有类似元素的游戏。
《猎手》（1991）被称为是首款全三维图形第三人称的沙盒游戏，从而使它成为《侠盗猎车手》系列的重要先导。该游戏由一个大型的开放式世界构成，有无数的完成不同的任务的可能性。角色可以徒步旅行，或窃取不同的载具，如汽车、坦克，甚至是自行车、快艇、直升机和气垫船。此外，游戏还有许多特色，如白天和夜晚的照明、燃料模型、记录本、空中侦测视觉、坦克陷阱、蒂雷和计算机控制的火箭电池和示踪步枪。游戏也可以骑自行车、游泳、冲浪，甚至是从直升机上跳伞。
DMA Design在开发第一部《侠盗猎车手》时开始推行开放世界游戏，让玩家在任务基础的结构中征用各类汽车，使用各类武器。与系列后来的其他作品不同，相反有许多早期作品的影子，前两部侠盗游戏是二维的。1998年，DMA将许多设计理念转入三维世界，该公司开发的任天堂64游戏《人体收割机》。该作品出现了设有支线任务的开放世界，以及征用和驾驶各种车辆的能力。因此，该作被追封为“空间化的侠盗”（尽管事实上整个游戏发生在地球上的各种环境），被誉为给《侠盗猎车手III》创造可能性。丹·浩瑟还表示三维的《马里奥》和《塞尔达传说》等任天堂64游戏也是主要的影响。另一个重要的影响作品是1999年出现的《极道试驾》，其开放的城市环境使其成为首款允许玩家前往地图上任意地点的赛车游戏。
《侠盗猎车手III》继承了两部前作的游戏系统基础，扩展为三维世界，并提供了大量前所未有的小游戏和支线任务。该作获得比前作更大的商业成就，影响深远。因此，《侠盗猎车手III》被认为普及了流派，更不用说是开创流派了。它的发布有时被称为电子游戏历史上的革命性事件，就像十年前《毁灭战士》发布。GamePro称它为有史以来最重要的游戏，声称每个流派都受其影响重新考虑它们的传统关卡设计。IGN同样称赞它是史上十大最具影响力的游戏之一。后来的游戏所遵循的这种在自由漫步的关卡中驾驶和射击的模式，被称为类侠盗猎车手游戏。
其他评论家则将《侠盗猎车手III》和《塞尔达传说》与《银河战士》，尤其是《莎木 一章 横须贺》联系在一起，并指出《侠盗猎车手III》组合此前游戏中的元素，将它们融合成一个新的身临其境的体验。例如，电台功能早在世嘉的《环游世界大赛车》（1986）和Maxis的《模拟直升机》（1996）中就已经出现，基于计程车的沙盒环境开放式任务出自世嘉的《疯狂出租车》，杀害非玩家角色的技能则可追溯至《梦幻仙境》（1985）和《圣剑传说 ～最终幻想外传～》（1991），玩家碾毙行人、被警方追逐的功能类似于《吃豆人》（1980）。

## 近期

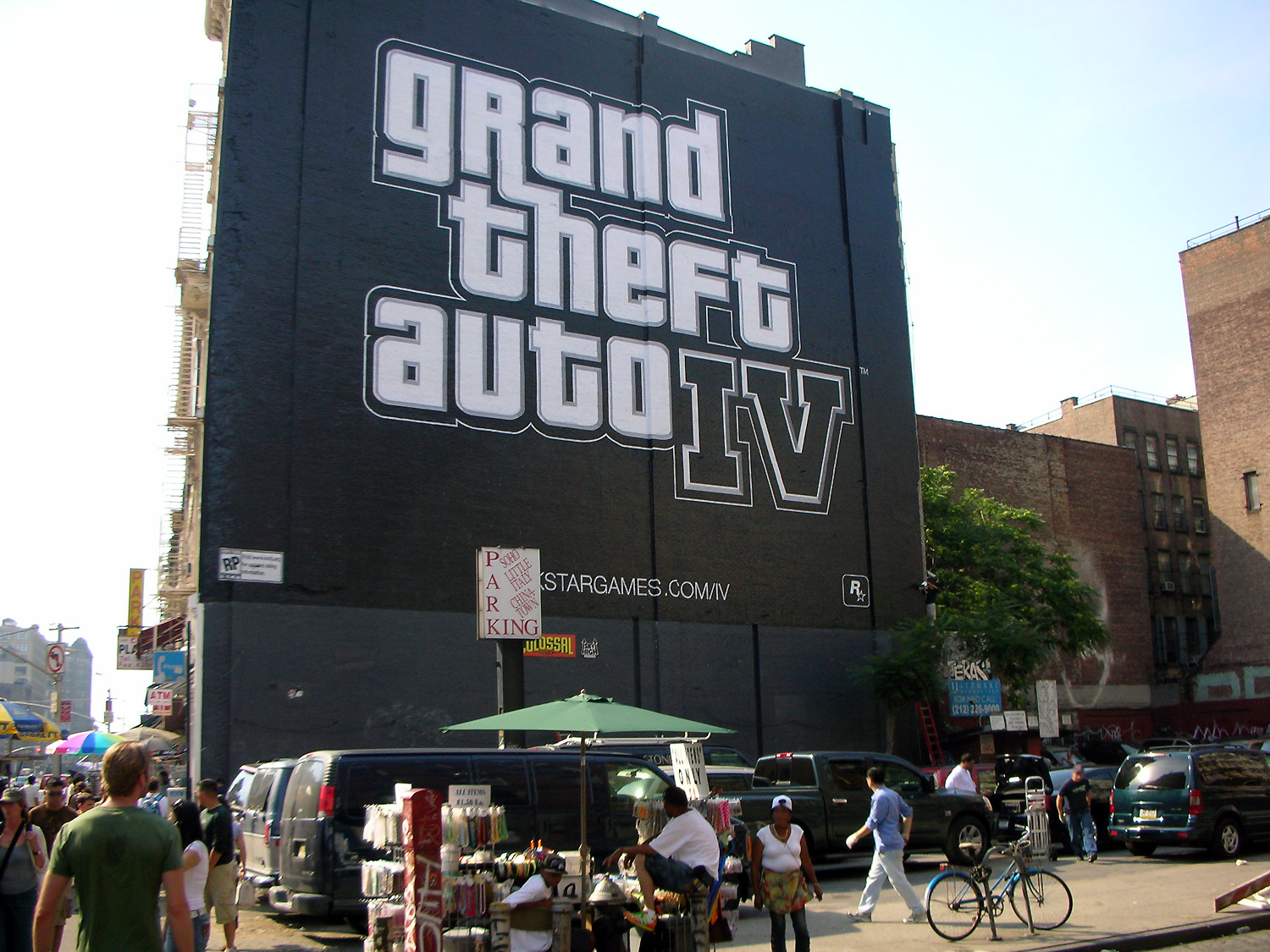
目前打破多项销售记录的《侠盗猎车手IV》的壁画广告。

Rockstar North于2002年开发的《侠盗猎车手：罪恶都市》扩大了开放世界的概念，让玩家探访六十多座建筑物的内部。遊戲通過汽車內播放的音樂以及如雷·利奥塔等好莱坞演员的配音，擴大了該遊戲的影響力。其他游戏开发商在当年踏入这一领域，制作出《逃亡之路》等作品。2003年的《辛普森一家：撞了就跑》在卡通世界应用了这一理念，而《真实犯罪：洛城街头》则與《侠盗猎车手》相反，玩家在遊戲中要扮演警察角色。有些评论家开始向家长警告称遊戲中的暴力越来越多。
最终，对手开发商无法拿到跟《侠盗猎车手》系列一样的评价。2004年，Rockstar North推出《侠盗猎车手：圣安地列斯》，游戏设有三个不同城市规模的开放世界，还允许玩家自定义角色和载具，并与敌对帮派展开地盘争夺战。《侠盗猎车手》系列的不断成功，促成2005年的《侠盗猎车手：自由城故事》、2006年的《侠盗猎车手：罪恶都市传奇》和掌上游戏机Game Boy Advance平台二维版《侠盗猎车手Advance》的成功。市场人士在2006年初分析时发现流派中的新游戏比新的第一人称射击游戏或赛车游戏更难玩，并指出流派的整体收入在新的《侠盗猎车手》游戏未面世前会下降。到2006年，开发商减少该流派游戏的制作，估计数量中有一半出现在2005年。
伴随着第七代游戏机的出现，首款“新生代”类侠盗猎车手游戏在2006年出现。2006年的《黑道圣徒》和2007年的《除暴战警》都给流派推出了在线多人模式，这一特色是众多玩家梦寐以求的。這引起原版《侠盗猎车手》的开发者大卫·琼斯的注意。与此同时《教父》和《疤面煞星：掌握世界》2006年进入市场，嘗試將俠盜模式用於热门电影系列。然而，评论继续用《侠盗猎车手》设立的标准衡量这些游戏。2008年4月，《侠盗猎车手IV》发布，设有大型且更具细节的环境、重新定义的游戏系统，甚至采用了《黑道圣徒》中的GPS导航系统。游戏打破多項销售纪录，包括在首发当天24小时卖得最快的游戏。自发行以来，该流派已发展到环境更大、任务更多、种类车辆更多。2010年，Rockstar Games发布开放世界西部主题游戏《荒野大镖客：救赎》。2013年9月17日《侠盗猎车手V》发售当日，意志工作室为《黑道圣徒IV》发布名为“GATV”的免费追加下载内容包，故意使用相似的缩写名称造成混乱，在各大社交网站推广其游戏。